# Green Bay Packers 1964
La stagione 1964 dei Green Bay Packers è stata la 44ª della franchigia nella National Football League. La squadra, allenata da Vince Lombardi, ebbe un record di 8-5-1, terminando seconda nella Western Conference e perdendo la finale per il terzo posto, il cosiddetto "Playoff Bowl", contro i St. Louis Cardinals.

## Roster
| Roster dei Green Bay Packers nel 1964 |
| --- |
| Quarterback - Bart Starr - Zeke Bratkowski Running Back - Paul Hornung - Tom Moore - Elijah Pitts - Jim Taylor Wide Receiver - Boyd Dowler - Max McGee Tight End - Marv Fleming - Ron Kramer Offensive Linemen - Ken Bowman C - Forrest Gregg T - Dan Grimm G - Bob Skoronski T - Fuzzy Thurston G Defensive Linemen - Lionel Aldridge DE - Willie Davis DE - Henry Jordan DT Linebacker - Lee Roy Caffey OLB - Dan Currie - Ray Nitschke ILB - Dave Robinson OLB Defensive Back - Herb Adderley CB - Hank Gremminger - Doug Hart SS/CB - Bob Jeter CB - Jesse Whittenton - Willie Wood SS/PR Special Team {{{st}}} Lista delle riserve - Jerry Kramer G |
| Legenda - I rookie sono in corsivo. - Il primo ruolo è il principale mentre gli eventuali successivi indicano i ruoli secondari. - (IR) sta per Injured Reserve ed indica la lista ristretta per un solo giocatore infortunato che può tornare ad allenarsi dopo la settimana 6 e a rientrare in prima squadra dopo che questa ha giocato 8 partite. - (NF-Inj.) / (NF-Ill.) stanno rispettivamente per Non-Football Injured e Non-Football Illness ed indicano le liste dove viene inserito un giocatore che ha un infortunio o una malattia non dipendente dal football americano. - (PUP) sta per Physically Unable to Perform ed indica la lista dove viene inserito un giocatore mentre è in attesa di recuperare la condizione fisica. Nella stagione regolare dopo la sesta partita giocata dalla propria squadra, il giocatore ha tempo tre settimane per riprendere ad allenarsi, più tre settimane aggiuntive dal suo rientro agli allenamenti per rientrare in prima squadra. |

## Calendario
| Stagione regolare |              |                        |           |        |                               |          |
| Turno             | Data         | Avversario             | Risultato | Record | Stadio                        | Pubblico |
| 1                 | 13 settembre | Chicago Bears          | V 23–12   | 1–0    | City Stadium                  | 42,327   |
| 2                 | 20 settembre | Baltimore Colts        | S 20–21   | 1–1    | City Stadium                  | 42,327   |
| 3                 | 28 settembre | at Detroit Lions       | V 14–10   | 2–1    | Tiger Stadium                 | 59,203   |
| 4                 | 4 ottobre    | Minnesota Vikings      | S 23–24   | 2–2    | City Stadium                  | 42,327   |
| 5                 | 11 ottobre   | San Francisco 49ers    | V 24–14   | 3–2    | Milwaukee County Stadium      | 47,380   |
| 6                 | 18 ottobre   | at Baltimore Colts     | S 21–24   | 3–3    | Memorial Stadium              | 60,213   |
| 7                 | 25 ottobre   | Los Angeles Rams       | S 17–27   | 3–4    | Milwaukee County Stadium      | 47,617   |
| 8                 | 1 novembre   | at Minnesota Vikings   | V 42–13   | 4–4    | Metropolitan Stadium          | 44,278   |
| 9                 | 8 novembre   | Detroit Lions          | V 30–7    | 5–4    | City Stadium                  | 42,327   |
| 10                | 15 novembre  | at San Francisco 49ers | S 14–24   | 5–5    | Kezar Stadium                 | 38,483   |
| 11                | 22 novembre  | Cleveland Browns       | V 28–21   | 6–5    | Milwaukee County Stadium      | 48,065   |
| 12                | 29 novembre  | at Dallas Cowboys      | V 45–21   | 7–5    | Cotton Bowl                   | 44,975   |
| 13                | 5 dicembre   | at Chicago Bears       | V 17–3    | 8–5    | Wrigley Field                 | 43,636   |
| 14                | 13 dicembre  | at Los Angeles Rams    | P 24–24   | 8–5–1  | Los Angeles Memorial Coliseum | 40,735   |

Note: gli avversari della propria conference sono in grassetto.

### Playoff
| Playoff      |                |                     |           |        |                   |          |
| Turno        | Data           | Avversario          | Risultato | Record | Stadio            | Pubblico |
| Playoff Bowl | 3 gennaio 1965 | St. Louis Cardinals | S 24–17   | 0–1    | Miami Orange Bowl | 56.218   |

## Classifiche
| NFL Western Conference |    |    |   |      |       |     |     |     |
|                        | V  | S  | P | %    | DIV   | PF  | PS  | STR |
| Baltimore Colts        | 12 | 2  | 0 | .857 | 10–2  | 428 | 225 | V1  |
| Green Bay Packers      | 8  | 5  | 1 | .615 | 6–5–1 | 342 | 245 | P1  |
| Minnesota Vikings      | 8  | 5  | 1 | .615 | 6–5–1 | 355 | 296 | V3  |
| Detroit Lions          | 7  | 5  | 2 | .583 | 6–4–2 | 280 | 260 | V2  |
| Los Angeles Rams       | 5  | 7  | 2 | .417 | 3–7–2 | 283 | 339 | P1  |
| Chicago Bears          | 5  | 9  | 0 | .357 | 5–7   | 260 | 379 | S2  |
| San Francisco 49ers    | 4  | 10 | 0 | .286 | 3–9   | 236 | 330 | S1  |

Nota:  i pareggi non venivano conteggiati ai fini della classifica fino al 1972.